# Cumbe
Cumbe este un oraș în Sergipe (SE), Brazilia.